# Walter Susskind
Walter Susskind, właśc. Jan Walter Süsskind (ur. 1 maja 1913 w Pradze, zm. 25 marca 1980 w Berkeley w Kalifornii) – brytyjski dyrygent pochodzenia czeskiego.

## Życiorys
Ukończył Konserwatorium Praskie, gdzie jego nauczycielami byli Josef Suk i Alois Hába (kompozycja), Karel Hoffmeister (fortepian) i George Szell (dyrygentura). W latach 1933–1938 grał jako pianista w Trio Czeskim. Jako dyrygent zadebiutował w 1934 roku w Teatrze Niemieckim w Pradze, prowadząc wykonanie Traviaty Giuseppe Verdiego. W 1938 roku opuścił Czechosłowację i wyemigrował do Wielkiej Brytanii, w 1946 roku przyznano mu brytyjskie obywatelstwo. Był członkiem Trio Czeskiego na emigracji (1938–1941). Dyrygował Carl Rosa Opera Company w Londynie (1943–1946) i Scottish National Orchestra w Glasgow (1946–1952). Od 1953 do 1955 roku był dyrektorem muzycznym Victoria Symphony Orchestra w Melbourne w Australii. W kolejnych latach prowadził Toronto Symphony Orchestra (1956–1965), St. Louis Symphony Orchestra (1968–1975) i Cincinnati Symphony Orchestra (1978–1980). Dyrygował też na amerykańskich festiwalach muzycznych: Aspen Music Festival (1962–1968) w Aspen w stanie Kolorado i Mississippi River Festival w Edwardsville w stanie Illinois (1969–1975). Od 1968 do 1975 roku wykładał na University of Southern Illinois. Dokonał ponad 200 nagrań płytowych.
Zajmował się także kompozycją, napisał m.in. 4 pieśni na głos i kwartet smyczkowy, 9 Slovak Sketches na orkiestrę, Passacaglia na kotły i orkiestrę kameralną.